# Ponera colaensis
Ponera colaensis är en myrart som beskrevs av Mann 1921. Ponera colaensis ingår i släktet Ponera och familjen myror. Inga underarter finns listade i Catalogue of Life.